# Міхаель Дорфман (письменник)
Міхаель До́рфман (рос. Михаил Борисович Дорфман, івр. מיכאל דורפמן, англ. Michael Dorfman; 17 вересня 1954, Львів) — ізраїльський та американський письменник, публіцист, видавець та громадський діяч. З 2001 року живе в США.
Автор понад 300 публікацій в Ізраїлі, Росії, США, Німеччині, Бельгії, Голландії, Польщі та Україні. З 2001 р. живе в США.
Батько Міхаеля Дорфмана — львівський єврейський діяч та публіцист Борис Дорфман. Мати Бетя Олександрівна Речістер (1927—2024) — заслужений вчитель України. Двоюрідна сестра Міхаеля Дорфмана — ізраїльська письменниця Алона Кімхі

## Літературна діяльність
У 2001—2006 публікував науково-популярні тексти, що склали збірники «Єврейський словник Міхаеля Дорфман» про мову їдиш і «Євреї і життя».
Три збірки «Євреї і життя» видання АСТ (Москва) [Архівовано 14 червня 2010 у Wayback Machine.] перезентовані на Міжнародному московському книжковому ярмарку (5-8 вересня 2008 г.).
Реферат «Как евреи произошли от славян» [Архівовано 28 січня 2021 у Wayback Machine.] опубліковано у Збірнику конференції «Филтрадиции 2008»[недоступне посилання з квітня 2019] МГПИ-РКН [Архівовано 30 січня 2010 у Wayback Machine.]
У 1992—2000 р. видавав і редагував у Ізраїлі — газети російською мовою «Аспекти» і «Негев».

Публікувався в провідних російськомовних газетах Ізраїлю {«Вести», «Время», «Новости недели», «Наша страна», «Панорама», «Секрет», «Зеркало», «Круг» та інш.)
Дорфман багато виступав на івритських ЗМІ. Брав участь як експерт і коментатор у справах російських емігрантів в Ізраїлі в радіопередачах Шелі Яхимович на радіостанції «Решет Бет», в телепрограмі Яїра Лапіда на 1-му каналі Ізраїльського державного ТБ. Був запрошений на престижне годинне інтерв'ю в престижній суботньої передачі «Особисті питання» (Шеелот ішійот) Якова Агмона на армійській радіостанції «Галей ЦАХАЛ» (2.9.2000) і в програмі «Шабат Тарбут» Мордехая Арціелі (10.12 .2000) та ін.
Проводив журналістські розслідування для 1-го каналу Ізраїльського ТБ (передача «Коль Ботек»), для Другого каналу ізраїльського ТБ, для газет  «Маарів», «Коль-Бі» та «Весті». Великий резонанс мало розслідування порушень журналісткою етики та торгівлі замовними матеріалами для новин 2-го каналу в новинах (16 листопада 2000 року).
Працював також для закордонних ЗМІ в Ізраїлі: «Асахі сімбун» [Архівовано 21 квітня 2012 у Wayback Machine.] (Японія), радіостанція La Première (Швейцарія), телеканал «Культура» (Росія), «Галицькі контракти» (Україна), Joods Nederlands Weekblad (Нідерланди) Sky-Channels і Independent (Велика Британія) та ін

У 1998-98 рр. — лінійний продюсер передач телекомпанії «Совершенно секретно» у Ізраїлі.
З 2004 — постійним автором єрусалимського літературно-публіцистичного журналу «Nota Bene» (Єрусалим), інтернет-видання Unipress (Російський світ Колорадо),літературно-публіцистичного альманаху «Лебідь» (Бостон), «Амі» (Санкт-Петербург). «Перспектива».
Публіцистичні статті Дорфман широко публікуються в інтернеті як на лівих («Перспектива» та російський «Скепсис» [Архівовано 9 серпня 2010 у Wayback Machine.]) так і на правих як «Дуель»), «Сьомий канал»). Есе та культурологічні праці публікуються в «Букніку», «Корні» [Архівовано 23 листопада 2010 у Wayback Machine.], «Схід-Захід» та ін.

## Громадська діяльність
З 1991 по 2000 займався громадськими та просвітницькими проектами інтеграції російськомовних емігрантів у Ізраїлі. Очолив добровільне товариство «Ламерхав», що займалося допомогою школярам-емігрантам, які стали жертвами насильства та переслідування на ґрунті расизму та етнічної ненависті в системі ізраїльських державних шкіл. У рамках товариства була організована мережа груп підтримки, які використовували принципи 12 кроків і 12 принципів анонімних спільнот.
У 1999 організував акцію протесту Російські Пантери проти расизму в Ізраїлі [Архівовано 10 грудня 2017 у Wayback Machine.] з метою звернути увагу суспільства на становище дітей російськомовних емігрантів у системі ізраїльського державного освіти. Акція отримала широке висвітлення в пресі і викликала суспільний резонанс. Сюжети про акцію «Російські пантери» з'явилися в найбільших ізраїльських газетах «Маарів» (10.04.2000 [Архівовано 5 серпня 2011 у Wayback Machine.], nrg.co.il/online/archive/ART42/613.html 4.04.2000 [Архівовано 20 жовтня 2007 у Wayback Machine.], 22.03.2000 [Архівовано 5 серпня 2011 у Wayback Machine.] та ін) «Хаарец» (англ. версія) [Архівовано 22 липня 2011 у Wayback Machine.], в журналі «Анашим» (ізраїльський People) 4.05.2000) в молодіжному додатку газети «Едіот ахронот» (а-Noar 28.04.2000). Велике інтерв'ю Моше Зундера з Міхаелем Дорфманом з'явилося 26.06.2000 в суботньому магазині «Маарів» [Архівовано 8 квітня 2010 у Wayback Machine.] (русск, переклад [Архівовано 18 лютого 2020 у Wayback Machine.]).
Сюжети про «Російських пантер» були в блоках новин в праймтайм на Першому каналі Ізраїльського державного ТБ (5.06.2000) та Другого каналу (8.06.2000).
Дорфман та учасники акції «Пантер» брали участь у телешоу Аківи Ельдара на 1-му каналі ізраїльського ТБ, в передачі «Доброго ранку, Ізраїль» та ін. 
 Практично всі російськомовні ЗМІ в Ізраїлі присвятили акції «Російські пантери» обширні публікації.

## Книги
- Книги Міхаеля Дорфмана
- Михаэль Дорфман, Евреи и жизнь. Холокост — это смешно? [Архівовано 16 червня 2010 у Wayback Machine.] ISBN 978-5-17-053210-0, 978-5-9713-8228-7, 978-5-903925-03-2, 978-5-226-01028-6
- Михаэль Дорфман, Евреи и жизнь. Свастика в Иерусалиме [Архівовано 16 червня 2010 у Wayback Machine.] ISBN 978-5-17-053211-7, 978-5-9713-8229-4, 978-5-903925-07-0, 978-5-226-00776-7
- Михаэль Дорфман, Евреи и жизнь. Холокост — это смешно? [Архівовано 16 червня 2010 у Wayback Machine.] ISBN 978-5-17-055185-9, 978-5-9713-9695-6, 978-5-903925-10-0, 978-5-226-01029-3